# Сербія на зимових Олімпійських іграх 2014
Сербія на зимових Олімпійських іграх 2014 року у Сочі була представлена 8 спортсменами у 5 видах спорту.

## Спортсмени
| Вид спорту          | Чоловіки | Жінки | Всього |
| ------------------- | -------- | ----- | ------ |
| Біатлон             | 1        | 0     | 1      |
| Бобслей             | 2        | 0     | 2      |
| Гірськолижний спорт | 1        | 1     | 2      |
| Лижні перегони      | 2        | 1     | 3      |
| Сноубординг         | 0        | 1     | 1      |
| Усього              | 5        | 3     | 8      |

## Біатлон
| Спортсмен        | Дисципліна                    | Час     | Промахи     | Місце |
| ---------------- | ----------------------------- | ------- | ----------- | ----- |
| Міланко Петрович | спринт, чоловіки              | 27:08.2 | 3 (1+2)     | 69    |
| Міланко Петрович | індивідуальна гонка, чоловіки | 56:45.4 | 6 (1+2+0+3) | 69    |

## Бобслей
| Спортсмени                        | Дисципліна | Заїзд 1 | Заїзд 1 | Заїзд 2 | Заїзд 2 | Заїзд 3       | Заїзд 3       | Заїзд 4       | Заїзд 4       | Разом         | Разом         |
| Спортсмени                        | Дисципліна | Час     | Місце   | Час     | Місце   | Час           | Місце         | Час           | Місце         | Час           | Місце         |
| --------------------------------- | ---------- | ------- | ------- | ------- | ------- | ------------- | ------------- | ------------- | ------------- | ------------- | ------------- |
| Александар Бундало Вук Радженович | двійки     | 58.31   | 29      | 58.56   | 29      | не фінішували | не фінішували | не фінішували | не фінішували | не фінішували | не фінішували |

## Гірськолижний спорт
| Спортсмен        | Дисципліна                   | 1-й спуск    | 1-й спуск    | 2-й спуск    | 2-й спуск    | Сума         | Сума         |
| Спортсмен        | Дисципліна                   | Час          | Місце        | Час          | Місце        | Час          | Місце        |
| ---------------- | ---------------------------- | ------------ | ------------ | ------------ | ------------ | ------------ | ------------ |
| Марко Вукичевич  | супергігант, чоловіки        | Н/Д          | Н/Д          | Н/Д          | Н/Д          | 1:23.88      | 48           |
| Марко Вукичевич  | гігантський слалом, чоловіки | не фінішував | не фінішував | не фінішував | не фінішував | не фінішував | не фінішував |
| Марко Вукичевич  | слалом, чоловіки             | не фінішував | не фінішував | не фінішував | не фінішував | не фінішував | не фінішував |
| Невена Ігнятович | гігантський слалом, жінки    | 1:22.14      | 29           | 1:20.32      | 26           | 2:42.46      | 28           |
| Невена Ігнятович | слалом, жінки                | не фінішував | не фінішував | не фінішував | не фінішував | не фінішував | не фінішував |

## Лижні перегони
| Спортсмен        | Дисципліна                        | Фінал        | Фінал        | Фінал        |
| Спортсмен        | Дисципліна                        | Час          | Відставання  | Місце        |
| ---------------- | --------------------------------- | ------------ | ------------ | ------------ |
| Міланко Петрович | 15 км класичним стилем (чоловіки) | 46:42.2      | +8:12.5      | 77           |
| Міланко Петрович | 50 км вільним стилем (чоловіки)   | 1:53:35.1    | +6:39.9      | 50           |
| Рейган Шмркович  | 15 км класичним стилем (чоловіки) | не фінішував | не фінішував | не фінішував |
| Івана Ковачевич  | 10 км класичним стилем (жінки)    | 45:21.3      | +17:03.5     | 75           |

Спринт
| Спортсмен        | Дисципліна        | Кваліфікація | Кваліфікація | Чвертьфінал | Чвертьфінал | Півфінал   | Півфінал   | Фінал      | Фінал      |
| Спортсмен        | Дисципліна        | Час          | Місце        | Час         | Місце       | Час        | Місце      | Час        | Місце      |
| ---------------- | ----------------- | ------------ | ------------ | ----------- | ----------- | ---------- | ---------- | ---------- | ---------- |
| Міланко Петрович | спринт (чоловіки) | 3:50.20      | 63           | не пройшов  | не пройшов  | не пройшов | не пройшов | не пройшов | не пройшов |
| Рейган Шмркович  | спринт (чоловіки) | 4:02.28      | 76           | не пройшов  | не пройшов  | не пройшов | не пройшов | не пройшов | не пройшов |

## Сноубординг
Паралельний слалом
| Спортсмен  | Дисципліна                 | Кваліфікація | Кваліфікація | 1/8 фіналу   | Чвертьфінал  | Півфінал     | Фінал / БМ   | Фінал / БМ |
| Спортсмен  | Дисципліна                 | Час          | Місце        | Суперник Час | Суперник Час | Суперник Час | Суперник Час | Місце      |
| ---------- | -------------------------- | ------------ | ------------ | ------------ | ------------ | ------------ | ------------ | ---------- |
| Ніна Мицич | гігантський слалом (жінки) | 2:04.94      | 27           | не пройшла   | не пройшла   | не пройшла   | не пройшла   | не пройшла |
| Ніна Мицич | слалом (жінки)             | 1:08.07      | 31           | не пройшла   | не пройшла   | не пройшла   | не пройшла   | не пройшла |